# (1040) Klumpkea
(1040) Klumpkea ist ein Asteroid des Hauptgürtels, der am 20. Januar 1925 vom russischen Astronomen Beniamin Pawlowitsch Schechowski in Algier entdeckt wurde.
Der Asteroid ist benannt nach der US-amerikanischen Astronomin Dorothea Klumpke-Roberts. Sie war die erste Frau, die an der Sorbonne den Doktorgrad in Mathematik erhielt.